# بون من أرتوا
بون من أرتوا (بالفرنسية: Bonne d'Artois)‏ (1396 - 17 سبتمبر 1425؛ ديجون) كانت كونتيسة نيفير من خلال زواجها من فيليب الثاني؛ ثم دوقة بورغندي من خلال زواجها من فيليب الطيب، كانت الوصية على ابنها شارل الأول، كونت نيفير من 1415 حتى 1424.

## حياتها
هي الابنة الكبرى لـ فيليب من أرتوا، كونت أو حفيد روبرت الثالث، كونت أرتوا وماري، دوقة أوفرن حفيدة جان الثاني ملك فرنسا؛ وبون هي شقيقة كلا من شارل دي أرتوا، كونت أو وشارل الأول، دوق بوربون من خلال زواج والدتها من جان الأول، دوق بوربون.
تزوجت أولاً من فيليب الثاني، كونت نيفير في بومونت-إن-أرتوا في 1413 بعد وفاته زوجته الأولى إيزابيلا دي كوسي في 1411، وأنجبت له ابنين؛ قُتل فيليب في معركة أجينكور في 1415 التي انتصر في العدو الإنجليزي بقيادة هنري الخامس ملك إنجلترا، وبينما كان الجيش الفرنسي بقيادة شارل دي ألبرت وشارل السادس ملك فرنسا.
وبذلك أصبحت الوصية على ابنها البالغ العام من عمره من 1415 حتى 1424،بحيث خلفته عمته جين دي أرتوا، كونتيسة درو في الوصاية.
بعد ذلك تزوجت من ابن شقيق زوجها الأول فيليب الثالث الطيب، دوق بورغندي في مولين-لاس-إنغيلبرت في 30 نوفمبر 1424 بعد وفاة زوجته الأولى ميشيل دي فالوا في 1422؛ أحيانا يتم الخلط بينها وبين عمة فيليب التي حملت نفس الاسم بون (1399-1379) شقيقة جان الجسور؛ ومع ذلك استمر الزواج أقل من السنة بسبب وفاتها في 1425، ولم تنجب له الأبناء، فيليب أخيراً سيتزوج في 1430 من إيزابيلا من البرتغال يرزق منها طفلاً الوحيد شارل الجريء.